# رون كلاين (لاعب كرة قاعدة)
رون كلاين (بالإنجليزية: Ron Kline) هو لاعب كرة قاعدة أمريكي، ولد في 9 مارس 1932 في Callery, Pennsylvania ‏ في الولايات المتحدة، وتوفي بنفس المكان في 22 يونيو 2002.

## وصلات خارجية
- رون كلاين على موقع دوري كرة القاعدة الرئيسي (الإنجليزية)
- رون كلاين على موقعبيزبول رفرنس.كوم (الدوري الرئيسي) (الإنجليزية)
- رون كلاين على موقعبيزبول رفرنس.كوم (الدوري الثانوي) (الإنجليزية)
- رون كلاين على موقع إي إس بي إن.كوم (أم.أل.بي) (الإنجليزية)
- رون كلاين على موقع مشجعي الرسوم البيانية (الإنجليزية)